# Coldzera
Марсело Аугусто Давід (н. 31 жовтня 1994 року), більш відомий як Coldzera, — бразильський професійний гравець Counter Strike: Global Offensive в команді FaZe. Найкращий гравець CS: GO в 2016 і 2017 року на сайті CS: GO HLTV.org.

## Кар'єра
У серпні 2015 року coldzera почав грати в команді Luminosity Gaming, це був його перший контракт. Його першим турніром в новій команді став ESL One Cologne 2015, де гравці вийшли до чвертьфіналу, де програли шведській команді FNATIC.
2016 року команда двічі виходила до фіналу змагань, у квітні виграла перший турнір MLG Columbus 2016, отримавши 500 тис. $ для команди та 100 тис. $ для Coldzera. Це був перший чемпіонат вищого рівня, де він отримав нагороду MVP (найцінніший гравець). Згодом команда виграла ще два турніри Luminosity; DreamHack Остін та ESL Pro League 3 сезон. У липні 2016 року п'ять гравців, які виступали за Luminosity Gaming, були найняті організацією SK Gaming.
Першим чемпіонатом команди для нової організації став ESL One: Cologne 2016 в липні, лише через кілька днів після оголошення про придбання SK Gaming. Coldzera та команда перемогли. Його було визнано найкращим гравцем HLTV двічі поспіль, у 2016 та 2017 роках.
23 червня 2018 року Coldzera, Fer, FalleN, Stewie2K та boltz були включені до команди Made In Brazil.
12 липня 2019 року MIBR підтвердило, що Coldzera тимчасово перестав грати, а zews тимчасово зайняв його місце. 25 вересня Coldzera офіційно покинув MIBR і був переведений до FaZe. Помітною перемогою холодців у турнірі після приєднання до клану FaZe стала перемога на BLAST Pro Series Copenhagen 2019. Останнім клубом Coldzera був FaZe Clan, у якому він виступав із 2019 по 2021 роки. Пізніше Давид грав на заміні в Complexity Gaming, але не досяг успіху. У 2021 році Coldzera став бренд-амбасадором беттінг-компанії "Parimatch".
У 2022 році кіберспортивний клуб 00Nation оголосив про приєднання Coldzera до складу CS:GO.

## Нагороди та визнання
- Найкращий гравець 2016 року за версією HLTV.org.[1]
- Найкращий гравець 2017 року за версією HLTV.org.[2]
- 10-й найкращий гравець 2018 року за версією HLTV.org.[10]
- MVP 8 різних турнірів, у тому числі 2 основних MVP.[15]